# 旺達隕石坑
7°54′S 273°36′E / 7.9°S 273.6°E

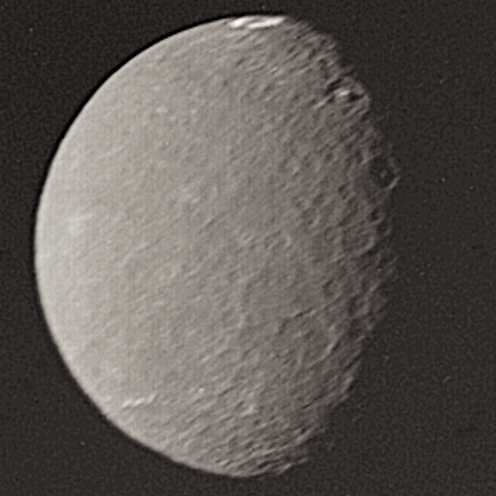
旺達隕石坑是天衛二影像頂部的明亮區域。

旺達隕石坑（Wunda）是天王星衛星天衛二已探測表面的大隕石坑。它的直徑131公里，位於天衛二的赤道附近。名字由來於澳洲原住民神話中的黑暗精靈。
旺達隕石坑底部相當明亮，坑底有一圈直徑至少10公里的明亮物質。天衛二組成物質相當暗，該區域的物質為什麼如此明亮原因至今不明。